# Siège du Quesnoy (1794)
Pour les articles homonymes, voir Siège du Quesnoy.
Guerre de la Première Coalition
Batailles
Le siège du Quesnoy qui eut lieu entre le 19 juillet au 15 août 1794 (28 thermidor an II), pendant la guerre de la Première Coalition, voit la ville reprise par les troupes françaises.

## Préambule
Vers le commencement du mois d'août 1793, les Autrichiens, maîtres de Condé et de Valenciennes, après avoir bloqué Le Quesnoy, l'assiégèrent en forme, et y entrèrent le 9 septembre suivant.
Le général en chef Jourdan, après avoir reçu l'avis de la reddition de la place de Landrecies, avait donné l'ordre au général Schérer de commencer de suite le siège du Quesnoy. La direction des travaux du génie fut confiée au chef de brigade Marescot.
Cette place fut investie dès le 19 juillet. Cependant cet investissement ne fut pas aussi complet qu'il aurait dû l'être, car le lendemain, les principaux officiers du génie, qui faisaient la reconnaissance de la place, faillirent être enlevés par un parti de cavalerie ennemie sorti du chemin couvert, et qui avait dépassé la ligne des premiers postes dans un point dégarni.
Les Autrichiens avaient réparé les fortifications du Quesnoy avec un soin extrême qui n'annonçait pas l'intention de rendre promptement cette place. La garnison était de trois mille hommes autrichiens, wallons et croates.
On devait donc s'attendre à une résistance plus opiniâtre qu'à Landrecies, et il fallait par conséquent l'emploi de moyens plus considérables. Le général Schérer prit des mesures pour renforcer l'armée de siège, augmenter le nombre des bouches à feu et des approvisionnements de tout genre.

## Forces françaises
- un bataillon de la 5e demi-brigade de première formation
- 162e demi-brigade de première formation
- 5e bataillon de volontaires de l'Yonne
- 20e régiment de dragons

## Le siège

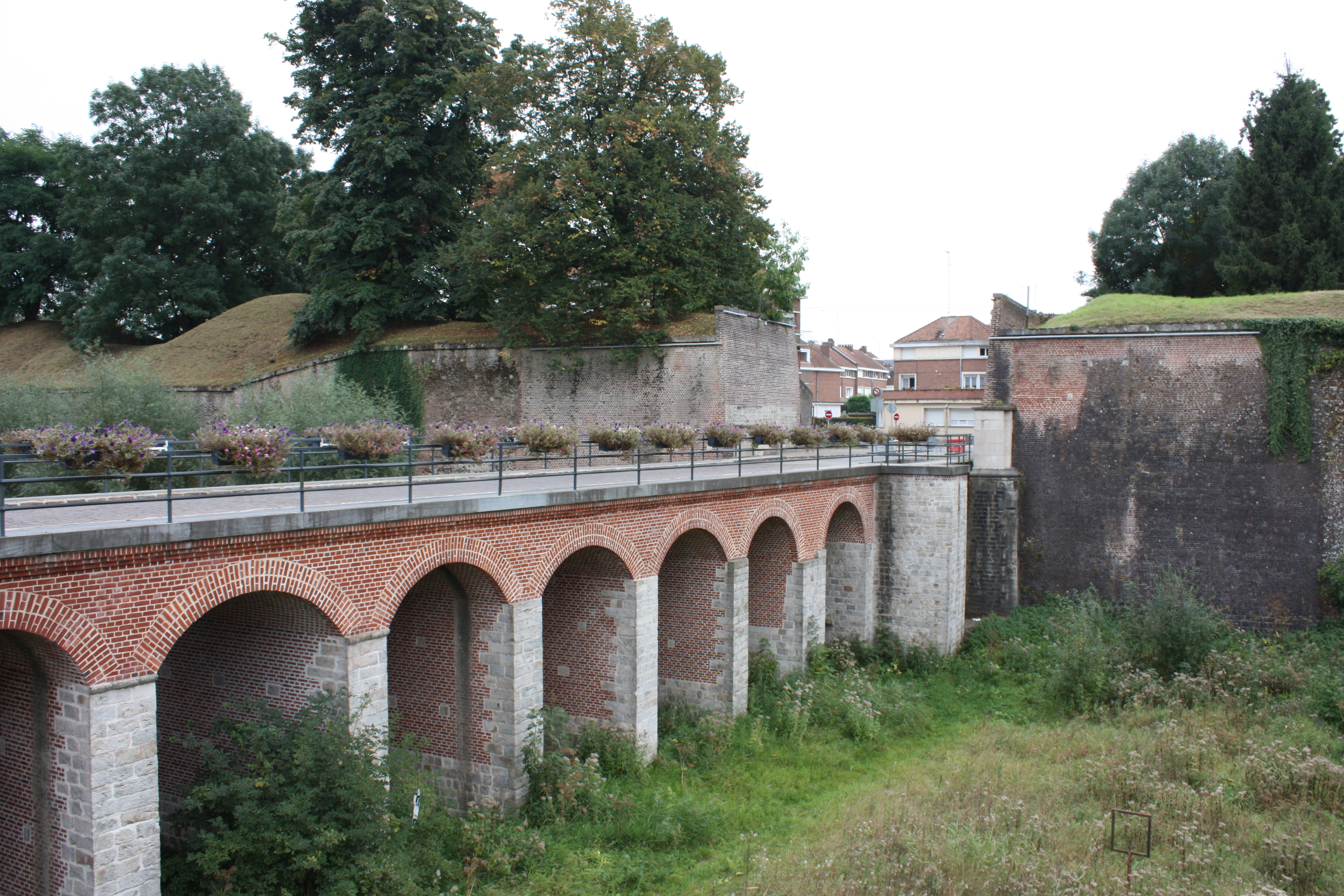
Pont de la porte de Valenciennes

Les talents que le commandant Marescot avait déployés aux sièges de Toulon, de Charleroi et de Landrecies, lui avaient mérité le grade de colonel dans son arme. C'est en cette qualité qu'il commanda le génie devant le Quesnoy. Il choisit pour point d'attaque le front des fortifications où se trouve la porte dite de Valenciennes, parce qu'il se crut favorisé par le vallon dans lequel coule le ruisseau de la Ronelle, pour la facilité des approches. Ce front n'avait point d'ailleurs autant d'ouvrages extérieurs, pour le couvrir, que les autres, et sa position basse et voisine des eaux fit juger à l'habile ingénieur qu'on y rencontrerait peu ou point de rameaux de contre-mine. Enfin il était plus facile de faire évacuer l'eau des fossés, dans le cas où les troupes de tranchée viendraient à se loger dans le chemin couvert.
Ce côté des fortifications du Quesnoy était aussi celui par lequel les alliés avaient attaqué la place l'année précédente, et quoiqu'il eût été réparé avec le plus grand soin, Marescot le considérait toujours comme le plus faible. L'ennemi avait cependant garni cette partie des remparts d'une artillerie plus nombreuse que sur les autres points, et elle était devenue l'objet de sa surveillance particulière.
Le colonel Marescot sentit bien qu'il fallait d'abord donner le change à l'ennemi, et, deux jours avant l'ouverture de la tranchée, il fit ouvrir, devant les redoutes avancées de Béard et de Saint-Roch, deux parties de parallèles avec leurs communications. Cette diversion de travaux, pour tromper l'ennemi, avait d'ailleurs son but particulier d'utilité. Ces parties de parallèles resserraient la place de plus près, et arrêtaient les sorties dans cette position du terrain extérieur. L'ennemi donna dans le piège qui lui était dressé, et dès qu'il s'aperçut du nouveau travail, il se hâta de transporter de ce côté la plus grande partie de l'artillerie du front menacé, et dirigea sur les fausses parallèles un feu très-vif, jusqu'à l'ouverture de la tranchée véritable, qui eut lieu le 25 juillet. Elle s'effectua, ainsi qu'on l'avait prévu, sans nul obstacle et sans perdre un seul homme. Deux mille cinq cents toises de tranchée, y compris les communications, furent déployées par cinq mille deux cents travailleurs. Les travaux avaient commencé pendant la nuit, au jour on se trouvait partout à couvert.
Les deux commandants du génie et de l'artillerie arrêtèrent l'établissement de huit batteries, dont six de canons et d'obusiers sur le prolongement des faces des ouvrages, et deux de mortiers seulement, placées vers le centre, afin de pouvoir distribuer commodément leur feu sur toutes les parties du front attaqué. Ces batteries de la grande attaque renfermaient, au total, trente-sept bouches à feu.
Le 28 juillet, la garnison fit une sortie avec deux petites pièces de campagne, et força d'abandonner momentanément l'extrémité gauche de la parallèle. On fit avancer quelque infanterie, qui contraignit l'ennemi à rentrer dans la place. Le colonel Marescot fit établir de petites plates-formes, afin de donner à des pièces de campagne la facilité de tirer a barbette au moment où les assiégés se présenteraient pour inquiéter les travailleurs. Ces pièces, cachées dans la tranchée, ne paraissaient sur les plates-formes qu'en temps utile, à l'aide de rampes scellées contre le parapet de la tranchée. Elles firent beaucoup de mal aux assiégés, et rendirent leurs sorties moins fréquentes.
L'abondance des pluies qui tombèrent dans les premiers jours d'août inonda la campagne, et mit de grands obstacles au perfectionnement des ouvrages. Ce temps d'orages presque continuels ralentit beaucoup l'activité du siège, et empêcha même l'effet des batteries déjà mises en jeu contre la place. 
Cependant, le 3 août, les travaux se trouvant fort avancés, le général Schérer, craignant de voir le découragement s'introduire dans son armée, envoya sommer le gouverneur du Quesnoy, et lui fit signifier le décret de la Convention, qui ordonnait aux garnisons des quatre places du Nord occupées par l'ennemi (Condé, Valenciennes, siège du Quesnoy et Landrecies) de les évacuer dans les vingt-quatre heures qui suivraient la signification, sous peine d'être passées au fil de l'épée.
Le gouverneur du Quesnoy, moins intimidé que celui de Landrecies, fit la réponse suivante à la sommation du général Schérer : « Une nation n'a pas le droit de décréter le déshonneur d'une autre. Quels que soient les succès des armées françaises, mon intention est de défendre mon poste de manière à mériter l'estime de celui qui me l'a confié, et même celle de la nation française ».
Cette réponse, qui annonçait la résolution de défendre la place jusqu'à la dernière extrémité, donna au siège du Quesnoy un caractère encore plus sérieux. Le général Schérer demanda un plus grand nombre d'officiers de génie et de mineurs, afin de pourvoir d'avance au remplacement de ceux qui pourraient succomber par les chances de la guerre.
Les travaux pour la seconde et la troisième parallèle furent repris avec une nouvelle vigueur. De son côté, l'ennemi, ayant réparé le dommage fait à son artillerie, fit, le 5 août, dès la pointe du jour, un feu si vif et si bien soutenu pendant le reste de la journée, qu'il démonta plusieurs pièces des batteries, et tua une quinzaine de canonniers. 
Deux jours après, les canonniers français prirent leur revanche, et firent, dans la nuit du 7 au 8 août, un feu si violent contre la place, que plusieurs incendies se manifestèrent dans la ville. Le feu prit à la fois au grand clocher, au beffroi et à plusieurs maisons voisines. L'intention  avait été de ne tirer d'abord que contre les remparts, afin d'éviter aux malheureux habitants du Quesnoy les désastres d'un bombardement. Mais le refus du gouverneur de rendre cette place avait allumé la colère du conventionnel Duquesnoy, qui donna l'ordre de considérer la ville comme étrangère, et de la traiter comme telle.
Les ravages que cette mesure occasionnait dans la place assiégée, réduisaient au désespoir ses malheureux habitants. Chaque jour, ils faisaient des démarches auprès du commandant autrichien, pour l'engager, en se rendant, à les soustraire à toute l'horreur de leur situation. Une partie des troupes de la garnison, les grenadiers wallons, favorisaient ce mouvement des habitants, et annonçaient hautement le désir qu'ils avaient d'une capitulation. Cependant le gouverneur avait tenu secrète jusqu'alors la mesure prise par la Convention, pour ne point augmenter le découragement de sa garnison.
Le 11 août, ce gouverneur se décida à envoyer deux parlementaires au quartier-général de Schérer. Le commissaire conventionnel Duquesnoy fit renvoyer ces parlementaires sans vouloir souffrir qu'on décachetât leur paquet, et donna l'ordre de redoubler le feu de toutes les batteries.
Le 11 août, le commandant autrichien renouvela sa démarche. Deux officiers, l'un lieutenant-colonel de grenadiers, l'autre commandant l'artillerie de la place, se présentèrent au quartier-général, et déclarèrent que le commandant de la place n'avait pu regarder comme un acte sérieux la sommation qui lui avait été faite le 3 août, non plus que le décret de la Convention qu'on lui avait signifié, et qu'il avait cru jusqu'alors que les succès de l'armée française étaient exagérés. Les parlementaires ajoutèrent qu'ils étaient prêts à traiter de la remise de la place, et de la reddition a discrétion de la garnison, et qu'étant eux-mêmes les principaux auteurs de la résistance que la garnison avait faite, ils offraient leur tête pour son salut.
Vivement touché de cette offre généreuse, le général Schérer dépêcha sur-le-champ en poste, pour Paris, l'adjudant général Ferrand, pour savoir du gouvernement la conduite à tenir dans cette circonstance délicate. Cependant, Duquesnoy fit signifier à ces officiers, au moment de leur départ, que les
travaux du siège et les hostilités continueraient comme par le passé jusqu'au retour du courrier.
Les travaux de mine commencés furent achevés. La quatrième parallèle fut poussée sur le saillant de la demi-lune. Les travaux de la fausse attaque furent également continués, et éprouvèrent peu de contrariétés de la part des assiégés, mais pendant ces opérations, le général Schérer avait fait diminuer le feu dirigé contre la ville. Il s'établit même une sorte de suspension tacite d'hostilités entre les assiégeants et les assiégés. Les deux partis étaient également dans l'attente de la décision qu'allait prendre le gouvernement républicain.
Enfin, dans la soirée du 11 août, l'adjudant général Ferrand arriva au quartier-général, apportant la réponse tant désirée de la Convention. Le comité de salut public, interprète de cette assemblée, jugeant que l'esprit de la loi ne pouvait être de frapper des individus qui n'en avaient pas eu connaissance, donnait ordre au général Schérer de recevoir la garnison à discrétion, mais il lui enjoignait en même temps de faire arrêter les chefs qui l'avaient ainsi laissée dans l'ignorance. En conséquence de cette détermination, le commandant autrichien et ses officiers furent arrêtés, et conduits à Paris.
 On ignore quel sort leur fut réservé, mais leurs noms n'ayant paru sur aucune des fatales listes de cette époque, et la marche du gouvernement révolutionnaire ayant été un peu adoucie par la chute de Robespierre, il est à présumer qu'ils auront été traités
comme prisonniers de guerre, et qu'ils auront pu faire partie de quelque échange.
Quoi qu'il en soit, le général Schérer consigna, dans un des articles de la capitulation, que la garnison du Quesnoy n'avait obtenu grâce de la vie, que parce que ses chefs avaient offert de payer de leur tête la résistance qu'ils avaient
opposée aux ordres de la Convention. 
La garnison, qui resta prisonnière de guerre, était forte encore de deux mille huit cents hommes. On trouva dans la place cent vingt bouches à feu, dont quelques-unes démontées, trente-cinq milliers de poudre, et une certaine quantité de fer coulé.

## Première utilisation du télégraphe
C'est au siège du Quesnoy que l'on fit le premier essai des lignes télégraphiques pour la correspondance des armées.
 
L'entrée des troupes françaises dans la place du Quesnoy fut annoncée à Paris, par le télégraphe, une heure après la reddition de cette ville.

## Sources

#### Monographies
- Siège du Quesnoy par les Français en 1794
- Dictionnaire historique des batailles, sièges, et combats de terre et de mer qui ont eu lieu pendant la Révolution Française Tome 3
- collectif, Victoires, conquêtes, désastres, revers et guerres civiles des français de 1792 à 1815, t. 3, Paris, CLF Panckoucke (Rue et hôtel Serpente, n°16), 1817, 253 p. (lire en ligne), p. 130 et suivantes

#### Articles
- J. Peter, « Le pays d'Avesnes pendant les années d'invasion 1793-1794 », Revue du Nord, vol. 11, no 43,‎ 1925, p. 161-212 (lire en ligne)